# Подолинський Олександр
Олександр Подолинський (1889—1943) — український лікар-гінеколог, співзасновник і заступник директора Українського шпиталю ім. Шептицького у Львові; член УЛТ, у 1931—1932 роках — його голова. Друкував статті в «Лікарському Віснику».
Освіту здобув у гімназії у Львові та на медичному факультеті Віденського університеті за фахом положництво (гінекологія). Після Першої світової війни відкрив медичну практику у Львові.
Від 1921 року брав участь у відновленні Лікарської комісії НТШ, став одним із членів редакційної комісії журналу «Лікарський вісник».
Виступав із науковими доповідями на з ’їздах лікарів. На першому з'їзді українських лікарів 1924 року (м. Львів) він виголосив доповідь «Сучасний стан поглядів по причині неплідності жінок»; на другому з ’їзді (1927) — «Пологова гарячка», а на третьому (1931) — «Герпес вагітних».
У 1931—1932 рр. д-р Олександр Подолинський був Головою
Українського лікарського товариства.
Брав активну участь у будівництві та організації шпиталю «Народна лічниця».
Після приходу комуністів виїхав зі Львова. У 1940—1941 роках працював у лікарнях Кракова, потім повернувся до Львова, читав гінекології в Державних природничо-медичних фахових курсах, які дозволила відкрити нацистська влада.
Убитий 5 вересня 1943 року біля міста Сколе в Карпатах. У той час деякі українські діячі культури та науки отримували погрози від польських збройних угруповань, можливо, вони долучилися й до вбивства Олександра Подолинського.
Похований на Личаківському цвинтарі (поле № 13).